# Никола Делирадев
Никола Делирадев е български пътешественик, ловец, изследовател на Африка.
Роднина е на големия български географ Павел Делирадев и като него се увлича по социалистически идеи, от които скоро се разочарова. От онзи период до края на живота си е с брада като пример за своя характер.

## Биография
Роден е на 16 юни 1881 година в Панагюрище. На 24-годишна възраст заминава за Африка, като посещава Судан, Кения, Сомалия и Етиопия. В началото на 1906 г. Делирадев работи в Руската легация в Адис Абеба. В продължение на 54 години работи и живее в Етиопия.
През 1910 г. е включен в състава на голяма експедиция, която заминава в новоприсъединената към Етиопия област Абигар. За изпитанията увлекателно разказва в своята автобиографична книга „Последният ми лов на слонове“. В книгата са описани много ловни експедиции, престрелки с вражески банди, гонитби на диви зверове в една все още недостатъчно изследвана страна. След края на експедицията, продължила месеци наред, успява да създаде своя собствена ферма. Добродетелите на този предприемчив и способен човек го прочуват и го сближават с етиопските императори Менелик II и Хайле Селасие. Той обаче никога не приема предлаганото му от тях етиопско поданство.
През 1915 г. се оженва за латвийката Алвина Яновна Мазайе, от която има три деца.
Уморен от странствания и напрегнати преживявания, през 1960 г. се завръща в България заедно със съпругата си, за да се порадва на родината си и на тримата си сина, които е изпратил да се учат в Панагюрище още невръстни.
Дарява ловни трофеи и сбирката си с етнографски материали на природонаучните музеи в родния си град и в София.
Умира на 15 юни 1961 година, само ден преди да е навършил 80-годишна възраст.

## Трудове
- „Последният ми лов на слонове“, 1967, изд. Народна младеж;
- „Под палещите лъчи на африканското слънце“, стихосбирка.